# Marleen Veldhuis
Magdalena Johanna Maria "Marleen" Veldhuis  (Borne, 29 de junho de 1979) é uma nadadora holandesa, campeã olímpica com a equipe do revezamento 4x100 metros livres nos Jogos de Pequim, em 2008.
Atualmente é recordista mundial em seis provas (3 individuais e 3 em revezamentos). Ganhou seis medalhas de ouro no campeonato mundial e 20 medalhas de ouro no europeu. Em Olimpíadas, contudo, só possui duas medalhas em revezamentos: bronze em 2004 e ouro em 2008.
Veldhuis é uma ex-jogadora de polo aquático, esporte que praticava junto com a natação. Depois que ela optou por se concentrar completamente na natação, fez a sua estreia internacional durante o Campeonato Europeu de 2002, em Berlim, com 23 anos, quando ela ganhou medalha de bronze no 4x100 m livre em uma equipe com Manon van Rooijen, Chantal Groot e Wilma van Hofwegen. No final do ano, ela concorreu em Riesa no Campeonato Europeu em Piscina Curta de 2002. Lá ela ganhou medalhas de bronze em ambos os revezamentos, 4x50 m livre e 4x50 m medley.
Nas Olimpíadas de Atenas em 2004, Veldhuis fez a sua estreia com 25 anos de idade, e ganhou o bronze no 4x100 m livre, em conjunto com Inge de Bruijn, Inge Dekker e Chantal Groot. Individualmente conquistou o nono lugar no 50 metros livres e o décimo primeiro lugar nos 100 metros livres. Ela era a âncora no 4x100 m medley, assumindo a partir de Bruijn, que nadou a parte de borboleta, terminando em sexto lugar.
Nas Olimpíadas de Pequim 2008 ela ganhou o ouro nos 4x100 m livres com Dekker, Ranomi Kromowidjojo e Femke Heemskerk nadando apenas 0,14 segundos acima do próprio recorde mundial que pertencia a elas. Nas provas individuais obteve apenas o sexto lugar nos 100 m livres e o quinto nos 50 m livres.